# Tiền dưỡng liêm
Tiền dưỡng liêm là khoản tiền do nhà nước thời Nguyễn cấp thêm ngoài lương bổng để nuôi lòng liêm khiết của quan lại. Tùy theo từng điều kiện, hoàn cảnh cụ thể mà mỗi triều đại có mức độ tiền dưỡng liêm khác nhau.

## Lịch sử
Lương các quan chức ngày xưa thường không nhiều. Như trường hợp ông Lương Đắc Bằng làm đến thượng thư mà con là Lương Hữu Khánh còn phải đi cày thuê như tá điền để có đủ ăn.
Khái niệm "tiền dưỡng liêm" chính thức được đặt ra dưới thời nhà Lý và sau này nhấn mạnh trong thời Lê sơ. Vua Lý Thánh Tông, với chính sách ưu dụng đại thần, cho là: "Ân riêng mưa móc đượm nhuần / Đã tiền lại lúa ân cần dưỡng liêm". Năm 1473, vua Lê Thánh Tông định chế độ bổng lộc cho quan lại trong kinh, ngoài trấn, và đãi ngộ người hiền tài hợp lý: "Đặt quan để làm việc, tất phải có lương bổng để nuôi, rồi sau mới bắt phải thanh liêm được. Bởi vì người làm quan có đầy đủ thì mới bắt đầu làm điều thiện. Mặt khác, triều đình có gia ơn cho người làm quan thì họ mới gia ơn cho dân. Do đó, để cho người làm quan giữ được đức thanh liêm thì lương bổng phải hậu và phải bảo đảm nuôi sống được họ" và "Những nơi ít việc và nơi rất ít việc, những chức thong thả và những chức rất thong thả, tiền bổng có khác nhau". Cũng trong thời Hồng Đức, theo Phan Huy Chú trong Lịch triều hiến chương loại chí, vua cấp thêm cho các quan "Liêm lộc điền" (ruộng dưỡng liêm cho các quan), tức là cấp ruộng đất để tự làm cho đủ ăn, khỏi lấy tiền của dân, cũng như Luật Hồng Đức quy định hình phạt rất nghiêm khắc với hành vi tham nhũng, hối lộ. Năm 1498, vua Lê Hiến Tông đã ban lệnh "cấp tiền quý bổng liêm khiết" cho quan lại liêm chính như tiền thưởng thêm.

## Đối tượng được hưởng
Vào thời Nguyễn, lệ cấp tiền dưỡng liêm chỉ được đặt ra trong những năm cuối triều Gia Long và lúc đầu chỉ để dành cho quan lại đứng đầu cấp phủ, huyện như tri phủ, tri huyện. Vua Gia Long cho rằng "Phủ, huyện ở gần nhân dân, chức nhỏ nhưng việc nhiều, ngoài bổng chính ra, cấp thêm tiền gạo dưỡng liêm để tỏ đặc cách". Còn vua Minh Mạng thì nói rằng "tiền dưỡng liêm là để khuyến khích tiết tháo trong sạch"
Sau này, các chức như thự Tri phủ, thự Tri huyện, Tri châu, Đồng tri phủ cũng được cấp loại tiền này. Đặc biệt, vào đầu triều vua Tự Đức còn cấp tiền cho các phái viên thu thuế quan và từ khi có lệ cấp tiền bổng lộc cho quan lại tại kinh thành thì một số chức quan cấp tỉnh cũng được hưởng như Quản đạo, Án sát, Bố chánh, Tuần vũ, Tổng đốc.
Mặc dù cùng là đối tượng được hưởng chế độ tiền dưỡng liêm nhưng tất cả đều là quan lại cấp địa phương. Quan chức thuộc bộ máy trung ương ở kinh thành đều không nằm trong chế độ ưu đãi này.

## Chế độ tiền dưỡng liêm
Năm 1815 khoản dưỡng liêm của Tri phủ gồm 25 quan tiền, 25 phương gạo. Tri huyện thì 20 quan tiền, 20 phương gạo. Việc cấp tiền dưỡng liêm cho phủ, huyện cũng chia thành 4 kỳ trong năm để cấp phát cùng chế độ lương bổng.
Từ năm 1831, vua Minh Mạng chia các phủ, huyện, châu cả nước làm 4 hạng là tối yếu khuyết (tối quan trọng), yếu khuyết (quan trọng), trung khuyết (bình thường), giản khuyết (ít việc). Tùy theo 4 hạng trên mà mức độ tiền dưỡng liêm khác nhau. Đầu năm 1840, lệ tiền, gạo dưỡng liêm có thay đổi, khoản dưỡng liêm chỉ cấp bằng tiền, số gạo kèm theo cũng được đổi ra thành tiền. Quy chế nhận tiền dưỡng liêm ngày càng chặt chẽ: ban đầu được cấp phát theo hàng quý, quan mới đến trấn nhậm dù vào tháng giữa quý vẫn được cấp cả quý, quan thuyên chuyển đi nơi khác dù vào tháng đầu quý cũng không được trả lại tiền đã nhận ở quý đó. Về sau thì quan đến trấn nhậm vào tháng đầu quý thì cấp cả quý, đến tháng giữa thì cấp nửa quý, tháng cuối thì miễn cấp. Quan thuyên chuyển vào tháng đầu quý thì phải trả lại cả quý, vào tháng giữa quý thì trả lại một nửa, vào tháng cuối quý thì không cần phải trả lại.
Giá trị thực tế của khoản tiền dưỡng liêm dưới triều Gia Long, Minh Mạng rất lớn, tương đương với số lương bổng họ được nhận thực hàng tháng. Điều này có ý nghĩa rất lớn về vật chất vì quan lại có thể dựa vào tiền dưỡng liêm để đủ tiền sinh sống và bảo vệ tính thanh liêm cần thiết cho mình. Tiền dưỡng liêm thật sự là một biện pháp tương đối hữu hiệu trong việc ngăn ngừa tệ nạn tham nhũng trong hàng ngũ quan lại triều Nguyễn.